# David Sukač
David Sukač (8. ledna 1994 Ostrava – 1. srpna 2010 Ostrava–Hrabová) byl mladík, in memoriam vyznamenaný Medailí Za hrdinství.
David Sukač skočil do řeky, protože chtěl zachránit kamaráda, který se topil na ostravickém jezu v Ostravě–Hrabové. Díky tomu bylo možné tonoucího zachránit. Samotného Sukače však vír strhl a při této pomoci přišel o život.
Dne 28. října 2011 jej prezident republiky Václav Klaus vyznamenal Medailí Za hrdinství (in memoriam) „za záchranu lidského života s nasazením vlastního života“.